# Dalima eoa
Dalima eoa är en fjärilsart som beskrevs av Eugen Wehrli 1940. Dalima eoa ingår i släktet Dalima och familjen mätare. Inga underarter finns listade i Catalogue of Life.